# Nicht so schnell, mein Junge
Nicht so schnell, mein Junge (Originaltitel: Walk Don’t Run) ist eine US-amerikanische Filmkomödie von Charles Walters aus dem Jahr 1966 mit Cary Grant in seiner letzten Leinwandrolle.

## Handlung
Der britische Geschäftsmann Sir William Rutland reist 1964 nach Tokio, wo gerade die Olympischen Spiele stattfinden und daher sämtliche Hotelzimmer bereits belegt sind. Auch die britische Botschaft kann ihm auf der Suche nach einer Unterkunft nicht weiterhelfen. Dort entdeckt er jedoch einen Aushang, mit dem ein Mitbewohner für ein Apartment gesucht wird. Rutland macht sich umgehend auf den Weg. Die junge Mieterin der Wohnung, Christine Easton, hat sich eigentlich eine Frau als Mitbewohner gewünscht und findet es anstößig, mit einem fremden Mann zusammenzuleben, lässt sich von Rutland aber dazu drängen, ihn aufzunehmen. 
Tags darauf lernt Rutland den Sportler Steve Davis kennen. Steve gehört zum US-amerikanischen Olympiateam und sucht ebenfalls ein Quartier. Hilfsbereit bietet ihm Rutland an, sein Zimmer mit ihm zu teilen, wovon Christine jedoch alles andere als begeistert ist. Nachdem sie schließlich doch zugestimmt hat, auch Steve bei sich wohnen zu lassen, versucht Rutland, die jungen Leute miteinander zu verkuppeln, zumal er Christines Verlobten, den britischen Diplomaten Julius D. Haversack, für einen langweiligen Wichtigtuer hält. Zu diesem Zweck gibt sich Rutland gar als Athlet aus, um mit Steve während des olympischen Wettkampfs in dessen Disziplin, dem Gehen, über Christine zu reden. 
Unterdessen glaubt ein sowjetischer Sicherheitsbeamter, dass es sich bei Steve und Christine um Spione handelt, weshalb beide festgenommen werden. Rutland sorgt dafür, dass sie wieder freikommen. Julius aber befürchtet nun, dass seine diplomatische Karriere Schaden nähme, sollte herauskommen, dass seine Verlobte einen anderen Mann in ihrem Apartment wohnen lässt. Erneut ist es Rutland, der sich des Problems annimmt. Er arrangiert eine Scheinehe zwischen Steve und Christine und schafft es, dass beide ausreichend Zeit miteinander verbringen, um sich über ihre Gefühle füreinander klar zu werden und sich ihre gegenseitige Liebe zu gestehen. Rutland kehrt daraufhin zufrieden nach England zurück.

## Hintergrund

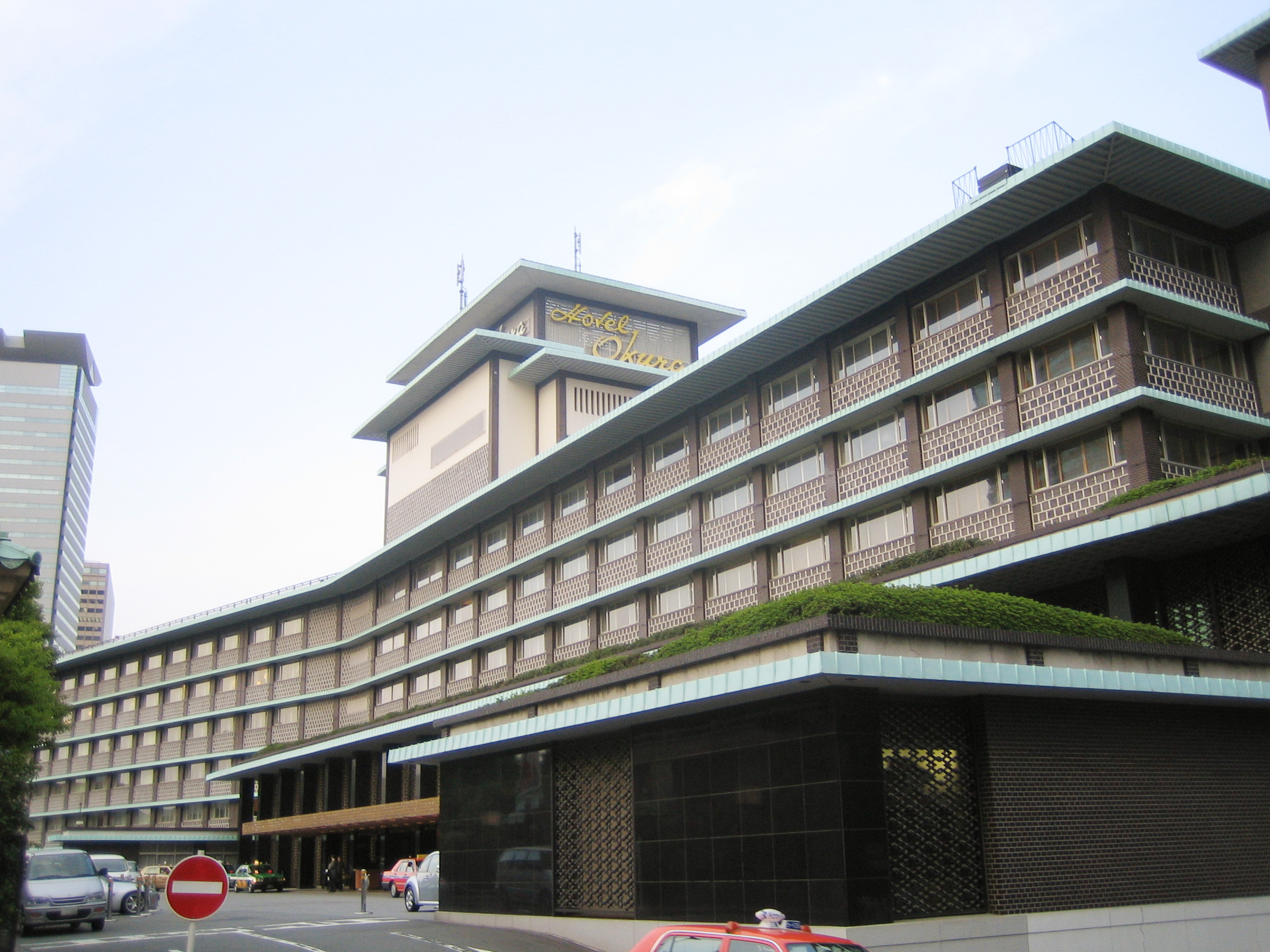
Das Hotel Okura in Tokio, ein Drehort des Films

Es handelt sich um eine Neuverfilmung von George Stevens’ erfolgreicher Filmkomödie Immer mehr, immer fröhlicher aus dem Jahr 1943. Während sich Stevens’ Film vor dem Hintergrund der Wohnungsnot in Washington, D.C. Anfang der 1940er Jahre abspielt, sind es in Nicht so schnell, mein Junge die Olympischen Sommerspiele von 1964, die den Rahmen der Handlung bilden und in Tokio seinerzeit tatsächlich für einen Unterkunftsnotstand sorgten. Die Dreharbeiten fanden 1965 an Originalschauplätzen in Tokio statt, wo unter anderem das Hotel Okura als Kulisse diente. 
Für Hauptdarsteller Cary Grant war Nicht so schnell, mein Junge der letzte Film seiner Karriere. Obwohl er 1966 noch immer als Topstar galt und viele Rollenangebote erhielt, zog er sich nach Beendigung des Drehs wie viele andere Schauspieler seiner Generation aus dem Filmgeschäft zurück. Er wollte im Alter von 62 Jahren nicht länger den romantischen Helden an der Seite von bedeutend jüngeren Schauspielerinnen geben, so wie er es noch 1963 neben Audrey Hepburn in der Kriminalkomödie Charade getan hatte. Seiner Meinung nach wäre er nur noch für Rollen als Großvater in Frage gekommen, die er jedoch ablehnte. Zudem war er unzufrieden mit den Drehbüchern, die er zugeschickt bekam, und mit der Entwicklung Hollywoods im Allgemeinen. Auch privat gab es eine entscheidende Veränderung, die ihn in seinem Entschluss, nie wieder Filme drehen zu wollen, bestärkte: Im Februar 1966 kam seine Tochter Jennifer zur Welt, um die er sich fortan intensiv kümmern wollte.
Nicht so schnell, mein Junge wurde am 29. Juni 1966 in den Vereinigten Staaten uraufgeführt. Am 13. Januar 1967 kam der Film auch in die deutschen Kinos.

## Kritiken
Das Lexikon des internationalen Films bezeichnete Nicht so schnell, mein Junge als „Unterhaltungskino mit Humor und Ironie“. Für Cinema war der Film ein „[o]lympiareifer Ulk mit netten Running Gags“. Der Evangelische Filmbeobachter sprach hingegen von einem „Versuch, einen alten Filmstoff modern aufzupolieren“, bei dem jedoch „trotz Cary Grant nur lang bis langweilig geratene Unterhaltungsware“ herausgekommen sei.
Variety befand, dass der Film „eine überaus unterhaltsame, oftmals höchst amüsante Komödie“ sei. Cary Grant sei in der Rolle des angesehenen Geschäftsmanns „herausragend“ und „auf der Höhe seines komödiantischen Schaffens“.

## Deutsche Fassung
Die deutsche Synchronfassung entstand 1966 in Berlin.
| Rolle               | Darsteller     | Synchronsprecher      |
| ------------------- | -------------- | --------------------- |
| Sir William Rutland | Cary Grant     | Siegfried Schürenberg |
| Christine Easton    | Samantha Eggar | Loni von Friedl       |
| Steve Davis         | Jim Hutton     | Eckart Dux            |
| Julius D. Haversack | John Standing  | Wolfgang Draeger      |
| Aiko Kurawa         | Miiko Taka     | Marianne Lutz         |
| Yuri Andreyovitch   | Ted Hartley    | Michael Chevalier     |
| Dimitri             | Ben Astar      | Hans W. Hamacher      |
| Polizeihauptmann    | George Takei   | Eric Vaessen          |
| Geschäftsmann       | Miyoshi Jingu  | Gerd Martienzen       |